# Serie A1 femenina de voleibol de Italia
La Serie A1 femenina de voleibol de Italia es la máxima división de la competencia para clubes italianos de voleibol femenino organizada en un principio por la Federación Italiana de Voleibol (Federazione Italiana Pallavolo, FIPAV) y a partir de 1987 por la Lega Pallavolo Serie A, entidad que agrupa a distintos clubes de serie A1 y A2.
Se trata de una de las ligas más populares y poderosas del voley femenino: sus equipos han conseguido ganar la Liga de Campeones europea en 17 ocasiones (además de lograr 15 subcampeonatos), mientras que en 2014 tuvo una audiencia media en televisión de 146 000 espectadores por jornada. Para la temporada 2017/18 la RAI informó una audiencia media de los partidos del Imoco Volley Conegliano siempre superior a las 100 000 personas, con un pico de 200 000 espectadores para la final de la Copa de Italia (evento que se disputó al mismo tiempo que la final nacional de baloncesto masculino). En cuanto al público en vivo, la Lega informó en 2018 que el Imoco Voleibol convocó a una media de 4310 espectadores por partido de fase regular, y 4762 en los playoffs: un 82% de ocupación de su estadio. Para la temporada 2011/12, la media de asistentes por partido había sido de 1989, con un total de 260 561 a lo largo de 131 partidos.
A pesar de esto, la liga ha generado críticas ya que las jugadoras, a diferencia de sus contrapartes masculinos de la Serie A1, no son consideradas profesionales, por lo que se encuentran excluidas de la mayoría de las formas de protección presentes en el mundo del trabajo. Un caso paradigmático al respecto fue el de la armadora estadounidense Carli Lloyd, jugadora del VBC Casalmaggiore que en 2020, tras anunciar su embarazo, decidió retornar a los Estados Unidos ya que su contrato no contemplaba ningún tipo de licencia si no que suspendía todo tipo de retribución hasta que retornarse a sus labores.

## Modo de disputa
El campeonato está compuesto por 14 equipos, que se enfrentan en un sistema de todos contra todos a lo largo de 26 jornadas. Al término de esta fase regular, los equipos ubicados en la posición 13.ᵃ y 14.ᵃ descienden a la serie A2. Los ocho primeros, por su parte, clasifican al playoff por el campeonato. Los cuartos de finales y semifinales se juegan al mejor de tres juegos, mientras que la final se disputa al mejor de cinco.

## Torneos europeos
El torneo otorga tres plazas para la Liga de Campeones europea, en el siguiente orden: a) vencedor del campeonato b) mejor clasificado al término de la temporada regular (excluyendo al campeón) c) perdedor de la final del campeonato d) segundo mejor clasificado al término de la temporada regular. También otorga una plaza para la Copa CEV, para: a) el vencedor de la Copa Italia (si no está clasificado para la Liga de Campeones) o b) el mejor clasificado en la temporada regular (que no esté a la vez clasificado a la Liga de Campeones). Por último, el ganador del playoff para la Challenge Cup conseguirá una plaza en este torneo.

## Historial
| Temporada | Campeón                              | Subcampeón                           |
| --------- | ------------------------------------ | ------------------------------------ |
| 1946      | Amatori Bergamo                      |                                      |
| 1947      | Amatori Bergamo                      |                                      |
| 1948      | Invicta Trieste                      |                                      |
| 1949      | Invicta Trieste                      |                                      |
| 1950      | Lega Nazionale Trieste               | Fari Bergamo                         |
| 1951      | Fari Brescia                         | Invicta Trieste                      |
| 1952      | Fari Brescia                         | Invicta Trieste                      |
| 1953      | Audax Modena                         | Fari Brescia                         |
| 1954      | Minelli Modena                       | Audax Modena                         |
| 1955      | Minelli Modena                       | Audax Modena                         |
| 1956      | Audax Modena                         | Minelli Modena                       |
| 1957      | Audax Modena                         | Minelli Modena                       |
| 1958      | Audax Modena                         | Rizzoli Pallavolo Milano             |
| 1959      | Audax Modena                         | Spes Trieste                         |
| 1960      | Spes Trieste                         | Saves Alessandria                    |
| 1961      | Spes Trieste                         | Saves Alessandria                    |
| 1962      | Spes Trieste                         | Gruppo Sportivo Muratori Vignola     |
| 1962/1963 | Gruppo Sportivo Muratori Vignola     | Minelli Modena                       |
| 1963/1964 | Sestese Pallavolo                    | Gruppo Sportivo Muratori Vignola     |
| 1964/1965 | Max Mara Reggio Emilia               | Cabassi Modena                       |
| 1965/1966 | Max Mara Reggio Emilia               | Minelli Modena                       |
| 1966/1967 | Max Mara Reggio Emilia               | Minelli Modena                       |
| 1967/1968 | Max Mara Emilia                      | Fini Modena                          |
| 1968/1969 | Fini Modena                          | Max Mara Emilia                      |
| 1969/1970 | Fini Modena                          | CUS Parma                            |
| 1970/1971 | CUS Parma                            | Fini Modena                          |
| 1971/1972 | Fini Modena                          | Bartoli Reggio Emilia                |
| 1972/1973 | Fini Modena                          | Bartoli Reggio Emilia                |
| 1973/1974 | Valdagna Scandicci                   | Orlandini Reggio Emilia              |
| 1974/1975 | Valdagna Scandicci                   | Coma Modena                          |
| 1975/1976 | Valdagna Scandicci                   | Burro Giglio Reggio Emilia           |
| 1976/1977 | Pallavolo Alzano Lombardo            | Alma Juventus Pallavolo Fano         |
| 1977/1978 | Burro Giglio Reggio Emilia           | Pallavolo Cecina                     |
| 1978/1979 | 2000Uno Bari                         | Nelsen Reggio Emilia                 |
| 1979/1980 | Alidea Katania                       | Nelsen Reggio Emilia                 |
| 1980/1981 | Diana Docks Ravenna                  | Nelsen Reggio Emilia                 |
| 1981/1982 | Diana Docks Ravenna                  | Nelsen Reggio Emilia                 |
| 1982/1983 | Teodora Ravenna                      | Nelsen Reggio Emilia                 |
| 1983/1984 | Teodora Ravenna                      | Victor Village Bari                  |
| 1984/1985 | Teodora Ravenna                      | Nelsen Reggio Emilia                 |
| 1985/1986 | Teodora Ravenna                      | Civ&Civ Modena                       |
| 1986/1987 | Teodora Ravenna                      | Civ&Civ Modena                       |
| 1987/1988 | Teodora Ravenna                      | Civ&Civ Modena                       |
| 1988/1989 | Teodora Ravenna                      | Crocodile San Lazarro                |
| 1989/1990 | Teodora Ravenna                      | Braglia Reggio Emilia                |
| 1990/1991 | Il Messaggero Ravenna                | Imet Perugia                         |
| 1991/1992 | Calia Salotti Matera                 | Rasimelli&Coletti Perugia            |
| 1992/1993 | Latte Rugiada Matera                 | Il Messaggero Ravenna                |
| 1993/1994 | Latte Rugiada Matera                 | Isola Verde Modena                   |
| 1994/1995 | Latte Rugiada Matera                 | Anthesis Modena                      |
| 1995/1996 | Fopapedretti Bergamo                 | Anthesis Modena                      |
| 1996/1997 | Fopapedretti Bergamo                 | Anthesis Modena                      |
| 1997/1998 | Fopapedretti Bergamo                 | CerMagica Reggio Emilia              |
| 1998/1999 | Fopapedretti Bergamo                 | Medinex Reggio Calabria              |
| 1999/2000 | Phone Limited Modena                 | Medinex Reggio Calabria              |
| 2000/2001 | Vacante                              | Radio105 Foppapedretti Bergamo       |
| 2001/2002 | Radio105 Foppapedretti Bergamo       | Asystel Novara                       |
| 2002/2003 | Despar Perugia                       | Asystel Novara                       |
| 2003/2004 | Radio105 Foppapedretti Bergamo       | Asystel Novara                       |
| 2004/2005 | Despar Perugia                       | Radio105 Foppapedretti Bergamo       |
| 2005/2006 | Radio105 Foppapedretti Bergamo       | Monte Schiavo Banca Marche Jesi      |
| 2006/2007 | Despar Perugia                       | Monte Schiavo Banca Marche Jesi      |
| 2007/2008 | Scavolini Pesaro                     | Despar Perugia                       |
| 2008/2009 | Scavolini Pesaro                     | Asystel Novara                       |
| 2009/2010 | Scavolini Pesaro                     | GSO Villa Cortese                    |
| 2010/2011 | Norda Foppapedretti Bergamo          | GSO Villa Cortese                    |
| 2011/2012 | Yamamay Busto Arsizio                | GSO Villa Cortese                    |
| 2012/2013 | Rebecchi Nordmeccanica Piacenza      | Imoco Volley Conegliano              |
| 2013/2014 | Rebecchi Nordmeccanica Piacenza      | Yamamay Busto Arsizio                |
| 2014/2015 | Pomì Casalmaggiore                   | Igor Gorgonzola Novara               |
| 2015/2016 | Imoco Volley Conegliano              | Rebecchi Nordmeccanica Piacenza      |
| 2016/2017 | Igor Gorgonzola Novara               | Liu Jo Nordmeccanica Modena          |
| 2017/2018 | Imoco Volley Conegliano              | Igor Gorgonzola Novara               |
| 2018/2019 | Imoco Volley Conegliano              | Igor Gorgonzola Novara               |
| 2019/2020 | Suspendida por pandemia de COVID-19. | Suspendida por pandemia de COVID-19. |
| 2020/2021 | Carraro Imoco Conegliano             | Igor Gorgonzola Novara               |
| 2021/2022 | Carraro Imoco Conegliano             | Vero Volley Monza                    |
| 2022/2023 | Carraro Imoco Conegliano             | Vero Volley Monza                    |

Fuente: FIPAV/LVF